# Carlton Myers
Carlton Ettore Francesco Myers es un exjugador de baloncesto italiano, que ocupaba la posición de escolta. Nació el 30 de marzo de 1971, en Londres, Inglaterra. En 2009 jugaba en el Riviera Solare Rimini de la LEGA due

## Clubes
- Basket Rimini. Categorías inferiores.
- 1988-1992 Marr Rimini.
- 1992-1994  Scavolini Pesaro.
- 1994-1995  Teamsystem Rimini.
- 1995-2001 Fortitudo Bologna.
- 2001-2004 Virtus Roma.
- 2004-2005 Montepaschi Siena.
- 2004-2005 Fórum Valladolid, se incorpora en los últimos meses de la competición.
- 2005-2006 Scavolini Pesaro.
- 2006-2007  Scavolini Pesaro.
- 2009-2010 Riviera Solare Rimini

## Palmarés
- 1997 Campeonato de Europa. Selección de Italia. Medalla de Plata.
- 1999 Campeonato de Europa. Selección de Italia. Medalla de Oro.
- 1997-98 Copa de Italia. Teamsystem Bolonia. Campeón.
- 1999-00 LEGA. ITA. Paf Bolonia. Campeón.
- 2005-06 Copa B1. Scavolini-Gruppo Spar Pesaro. Campeón.
- 2005-06 B1. ITA. Scavolini-Gruppo Spar Pesaro. Campeón.

| Predecesor: Giovanna Trillini Atlanta 1996 | Abanderado de Italia en los JJ. OO. de verano Sídney 2000 | Sucesor: Jury Chechi Atenas 2004 |